# Dorstenia campanulata
Dorstenia campanulata är en mullbärsväxtart som beskrevs av Lucien Leon Hauman. Dorstenia campanulata ingår i släktet Dorstenia och familjen mullbärsväxter. Inga underarter finns listade i Catalogue of Life.